# Schefflera racemifera
Schefflera racemifera là một loài thực vật có hoa trong Họ Cuồng cuồng. Loài này được Fiaschi & Frodin mô tả khoa học đầu tiên năm 2006.